# Corgoň
Цоргонь (словац. Corgoň, [ˈtsɔrɡɔɲ]) — словацкая пивная торговая марка, производящаяся на Гурбановской пивоварне, с 1997 года входящей в международный концерн Heineken International, Гурбановская пивоварня на словацком рынке также производит пиво торговых марок Zlatý Bažant, Martiner, Gemer и Kelt.
Название торговой марки происходит от имени кузнеца Цоргоня, который, по местной легенде, защитил словацкий город Нитра при осаде войсками Оттоманской империи. Построенная в 1820 статуя Цоргоня является современным символом Нитры и изображена на логотипе торговой марки Corgoň.
Начиная с сезона-2003/04 ТМ «Corgoň» выступал титульным спонсором высшего дивизиона чемпионата Словакии по футболу, который имел официальное название Цоргонь-лига по сезон-2013/14 включительно.

## История
История Corgoň началась в 1896 со строительством первой пивоварни в словацком городе Нитра. Предприятие понесло значительные повреждения во время Второй Мировой войны и было отстроено в 1949.
В течение значительного периода своего существования пивоварня была известна по названию города расположения, и её продукция выпускалась под названием «Нитра» (словац. Nitra). История же бренда Corgoň достаточно короткая — такое название получило пиво плотностью 14 %, которое начало выпускаться пивоварней в 1988 году. Лишь после приватизации предприятия в 1992 году это название стало распространяться на саму пивоварню и все сорта пива, которые ей выпускались. После присоединения словацких пивоварен к концерну Heineken International, производство Цоргоня было переведено в Гурбаново.
Торговая марка Corgoň оставалась региональным брендом вплоть до 1997 года, когда пивоварню приобрел нидерландский пивоваренный гигант Heineken, инвестировавший значительные средства в модернизацию производства и масштабные маркетинговые мероприятия для превращения этой торговой марки в общенациональную. В рамках этой маркетинговой стратегии Corgoň оказывал спонсорскую поддержку развития словацкому футболу и хоккею.

## Ассортимент пива
- Svetlé pivo 10 % — светлое пиво с плотностью 10 %; тара — бутылка 0,5 л, банка 0,5 л, пэт 1,5 л и 2 л, кег 50л.
- Svetlé pivo 12 % — светлое пиво с плотностью 12 %; тара — бутылка 0,5 л, кег 50 л.
- Tmavé pivo — тёмное пиво с плотностью 11,5 % и крепостью 3,9 % ; тара — бутылка 0,5 л, кег 30 л.
- Corgon 4Sladový — четырёхсолодовое пиво тёмно-янтарного оттенка крепостью 4,6 %; тара — бутылка 0,5 л, банка 0,5 л, кег 50л.
- Radler citrus — радлер — смесь светлого пива и цитрусового лимонада (крепость 1,8 %); тара — бутылка 0,5 л, банка 0,5 л.